# Rafael Furcal
Rafael Antonio Furcal (nacido el 24 de octubre de 1977 en Loma de Cabrera) es un exbeisbolista dominicano de Grandes Ligas. Se desempeñó principalmente en la posición de campocorto, y jugó para los Atlanta Braves, Los Angeles Dodgers, St. Louis Cardinals y Miami Marlins.

## Primeros años
Furcal asistió a la secundaria José Cabrera y fue firmado como amateur por los Bravos de Atlanta el 9 de noviembre de 1996.
Comenzó su carrera profesional como jugador en la segunda base con los Gulf Coast Braves en 1997. La siguiente temporada, con los Danville Braves bateó .328 y se robó 60 bases en sólo 66 partidos implementando un récord en la liga. Fue nombrado el Jugador del Año de los Danville Braves y seleccioando al Juego de Estrellas de la Appalachian League como segunda base.
En 1999, cambió al campocorto y se unió a los Macon Braves, y bateó .337 con 73 bases robadas en 83 juegos. Fue trasladado al equipo Myrtle Beach Pelicans y bateó .293 con 23 robos en 43 partidos. Lideró a todos los jugadores de ligas menores con 96 robos totales. Fue seleccionado al primer equipo All-Star y al All-Star de la South Atlantic League. Además, fue el Jugador de Ligas Menores del Año de los Bravos, el prospecto más destacado de la South Atlantic League y un All-Star de Clase A.

## Carrera de Grandes Ligas

### Atlanta Braves
Una lesión del campocorto de los Bravos Walt Weiss antes de la temporada del 2000 llevó a Furcal a dar el salto desde el equipo Class A Advanced Myrtle Beach Pelicans al roster de Grandes Ligas. Hizo su debut en las Grandes Ligas el 4 de abril de 2000 contra los Rockies de Colorado, teniendo dos hits en cuatro turnos al bate. Su primer hit fue en contra del lanzador Arrojo Rolando.
Furcal se fue bateando .295 con 40 bases robadas para los Bravos y ganó el Novato del Año de la Liga Nacional ese año.
Se perdió la mayor parte de la temporada de 2001 debido a tener el hombro izquierdo dislocado, que sufrió mientras robaba la segunda base en un juego el 6 de julio en Boston.
Regresó a la alineación titular en 2002 y empató un récord moderno de las Grandes Ligas con tres triples en un juego el 21 de abril contra los Marlins de la Florida. Ese año se hizo público que tenía 2 años más de edad de los que inicialmente había declarado al llegar a los Estados Unidos.
Furcal completó un triple play sin asistencia para los Bravos contra los Cardenales de San Luis el 10 de agosto de 2003. Fue el 12º en la historia del béisbol. En la quinta entrada, atrapó una línea del lanzador Woody Williams con los corredores moviéndose en un intento de robar, pisó la segunda base para retirar al receptor Mike Matheny y emboscó a Orlando Palmeiro antes de que pudiera volver a la primera base. Sin embargo, al final del año lideró a todos los torpederos de Grandes Ligas con 31 errores, y tuvo el menor porcentaje de fildeo entre ellos (.959).
Fue seleccionado para el equipo de las Estrellas de la Liga Nacional como reserva en 2003.
Para los Bravos, Furcal fue un primer bate valorado debido a su velocidad y su capacidad para llegar a la base. Furcal es considerado como uno de los mejores robadores de base en el béisbol. Es un experto tocador, una vez tocó la bola pasando por el tercera base Robin Ventura para dar un doble en 2001. Furcal tiene uno de los brazos más fuertes en la liga y es conocido por hacer jugadas defensivas espectaculares mezcladas con ocasionales lapsos mentales en jugadas fáciles.
En su última temporada con los Bravos, violó la libertad condicional en un cargo por conducir ebrio, y fue condenado a 21 días en la cárcel. En un inusual acuerdo, el comienzo de la prisión estaba supeditada a la situación de los Bravos en los playoffs. Una vez que los Bravos fueron eliminados de la postemporada, Furcal cumplió su condena.

### Los Angeles Dodgers

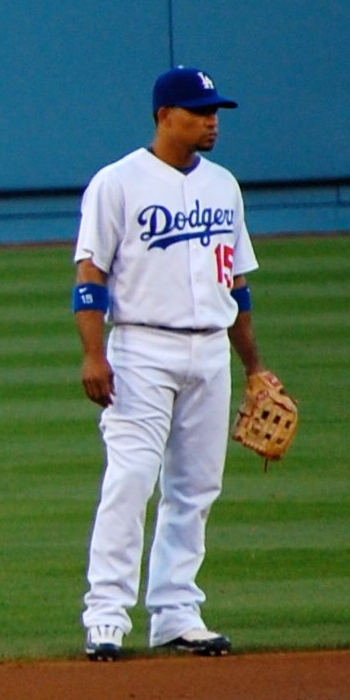
Furcal con los Dodgers en 2009

El 7 de diciembre de 2005, Furcal firmó un contrato como agente libre con los Dodgers de Los Ángeles por tres años y $39 millones de dólares. En septiembre de 2006, Furcal fue seleccionado como el ganador inaugural del Premio Roy Campanella, que se le otorga al jugador de los Dodgers que mejor ejemplifica el espíritu y el liderazgo de este receptor del Salón de la Fama. El premio fue votado solo por sus compañeros de equipo.
En mayo de 2007, se convirtió en uno de los cinco jugadores de las Grandes Ligas en conseguir cuatro hits en tres partidos consecutivos.
A principios de 2008, sufrió una lesión en la espalda que lo mantuvo fuera de acción durante la mayor parte de la temporada, no regresando hasta justo antes de los playoffs.
En la quinta entrada del quinto partido de la Serie de Campeonato de la Liga Nacional de 2008 contra los Filis de Filadelfia, Furcal cometió tres errores para establecer un récord de mayores errores cometidos en una entrada y un juego de la Serie de Campeonato. Fue el segundo jugador en cometer tres errores en una entrada en postemporada. Ningún campocorto había cometido tres errores en un partido de playoffs desde que Buck Weaver lo hizo en la Serie Mundial de 1917. Dos de los errores los cometió en la misma jugada mientras Furcal intentaba atrapar una bola rodada bateada por el jardinero Pat Burrell y luego de atraparla la tiró enviándola detrás del plato en un fallido intento de evitar que Chase Utley anotara.
El 19 de diciembre de 2008, después de especulaciones de que podría volver a firmar con los Bravos como agente libre, Furcal firmó un contrato de 3 años y $30 millones para quedarse con los Dodgers.
Furcal tuvo problemas en el primer año de su nuevo contrato, bateando sólo .269 en 2009. Su on-base plus slugging de .711 estuvo también por debajo de su promedio de por vida de .757.
Furcal fue introducido en el equipo All-Star de la Liga Nacional como reserva después de que el campocorto de los Mets de Nueva York José Reyes sufriera una lesión que lo obligó a retirarse. Furcal tomó base por bolas en su único turno al bate en el juego. Debido a las lesiones sólo apareció en 97 partidos para los Dodgers en 2010, pero terminó con un promedio de bateo de .300 y se robó 22 bases.
En 2011, pasó más tiempo en la lista de lesionados que en la plantilla de los Dodgers, apareciendo en sólo 37 juegos, en la que bateó para .197.

### St. Louis Cardinals
Furcal fue canjeado junto con dinero en efectivo a los Cardenales de San Luis el 30 de julio de 2011 por el jugador de ligas menores Alex Castellanos. En 50 partidos con los Cardenales, bateó para .255 con siete jonrones. En la Serie Mundial de 2011, sólo bateó .179, pero logró su anillo de campeón mundial por primera vez cuando los Cardenales derrotaron a los Rangers de Texas en siete partidos.
El 31 de octubre de 2011, los Cardenales de San Luis declinaron su opción de 12 millones de dólares para el año 2012, pero el 10 de diciembre de 2011 llegaron a un acuerdo de dos años por valor de 14 millones de dólares.
Durante el 2012, Furcal bateó para promedio de .264 con cinco jonrones y 49 carreras impulsadas hasta que el 30 de agosto se lesionó el ligamento del codo de su brazo derecho, por lo que fue colocado en la lista de lesionados por el resto de la temporada y reemplazado en la plantilla por Pete Kozma.
El 7 de marzo de 2013, los Cardenales anunciaron que Furcal se sometería a una cirugía Tommy John para reparar el codo derecho, por lo que se perdió toda la temporada 2013. El 31 de octubre de 2013, al finalizar la Serie Mundial, Furcal se convirtió en agente libre.

### Miami Marlins
El 6 de diciembre de 2013, Furcal firmó un acuerdo de un año con los Miami Marlins. Con el joven Adeiny Hechavarria en el campocorto, Furcal fue proyectado para el puesto titular de segunda base. Debutó con los Marlins el 13 de junio de 2014 frente a los Piratas de Pittsburgh.

### Kansas City Royals
El 17 de marzo de 2015, Furcal firmó un contrato de ligas menores con los Reales de Kansas City. Fue liberado el 31 de marzo, pero firmó nuevamente al siguiente día. Sólo jugó siete juegos en las menores con los Wilmington Blue Rocks y los Northwest Arkansas Naturals, bateando para promedio de .240. El 19 de mayo de 2015 anunció su retiro como jugador.

## Temporada baja
Durante el receso de temporada en las mayores, Furcal juega para las Águilas Cibaeñas y reside en Santiago, República Dominicana con su familia. Anteriormente jugaba para los Leones del Escogido.